# Unión Deportiva Almería
A Unión Deportiva Almería é um clube de futebol espanhol da cidade de Almeria da Província de Almeria, no sudeste da Espanha. Foi fundada em 26 de julho de 1989, sob o nome de Almería CF, adotando a denominação atual em 2001. Atualmente, disputa a La Liga 2, a segunda divisão do futebol espanhol.
É a 26ª equipe com o maior número de torcedores na Espanha (0,3%), de acordo com a pesquisa da CIS de maio de 2007. O clube passou a ocupar a 27ª posição no ranking mundial de melhores equipes do mundo que a IFFHS realizou em 2009. Além disso, o clube ocupa atualmente a 38ª posição na classificação histórica da Primeira Divisão, tendo conquistado 242 pontos nas seis temporadas em que esteve na Primeira Divisão até o momento.

## História
Disputou durante três temporadas a Regional Preferente de Almería até chegar à Tercera División em 1992. Em 1993 consegue a ascensão à divisão acima, a Segunda División B de España. Em 1995 ascende a Segunda Divisão Espanhola, onde permanece até 1997, quando foi despromovido. Em 1999 volta a ser despromovido e retorna à Tercera División. Consegue, no entanto, a promoção e retorno à disputa da Segunda División B já em 2000.
Na temporada de volta à divisão a agremiação muda de nome. Na quinta temporada na divisão, a equipe faz grande campanha na competição e é promovida à Liga espanhola da primeira divisão, com quatro rodadas de antecedência após vitória por 3-1 sobre a Ponferradina.

## Estádio
O clube disputa suas partidas como mandante no Estadio de los Juegos Mediterráneos. O estádio foi construído em 2004 e hoje possui capacidade para receber públicos de até 20.000 espectadores.
O estádio foi sede dos Jogos do Mediterrâneo de 2005. No mesmo ano, a seleção espanhola disputou partida válida pela Eliminatórias para a Copa do Mundo de 2006 contra San Marino, com vitória por 5-0 da Espanha.

## Elenco
Atualizado em 3 de dezembro de 2024.

## Títulos
| Nacionais | Nacionais                 | Nacionais | Nacionais  |
|           | Competição                | Títulos   | Temporadas |
| --------- | ------------------------- | --------- | ---------- |
|           | Segunda Divisão Espanhola | 1         | 2021–22    |